# Wolfgang Metz (Historiker)
Wolfgang Metz (* 12. April 1919 in Hildesheim; † 12. April 1992 in Speyer) war ein deutscher Bibliothekar und Historiker.
Wolfgang Metz wuchs im nordhessischen Eschwege auf und studierte die Fächer Deutsch, Geschichte und Geographie an der Universität Göttingen. Das Studium musste er durch Kriegsdienst von 1942 bis 1945 unterbrechen. 1947 schloss er das Studium bei Hermann Heimpel mit der Promotion über das Thema Das Eindringen des Bürgertums in die hessische Zentralverwaltung ab. Anschließend schlug Metz die Bibliothekslaufbahn ein. 1954 wurde er Fachreferent und später Abteilungsleiter an der Niedersächsischen Landesbibliothek in Hannover. Seit 1960 nahm er einen Lehrauftrag an der Universität Göttingen wahr. 1964 wurde er Leiter der Pfälzischen Landesbibliothek in Speyer. Seit 1968 war er an der Universität Mainz und dort seit 1971 Honorarprofessor für Sozial- und Wirtschaftsgeschichte. 
Sein wissenschaftliches Œuvre umfasst die Wirtschafts-, Sozial- und Verfassungsgeschichte des frühen und hohen Mittelalters, besonders Fragen der Reichsgut-, Grundherrschafts- und Adelsforschung. Seine Bücher über das karolingische und staufische Reichsgut und das hochmittelalterliche servitium regis sind Standardwerke geworden. Insbesondere im Deutschen Archiv für Erforschung des Mittelalters, den Blättern für deutsche Landesgeschichte und dem Historischen Jahrbuch veröffentlichte Metz zahlreiche Aufsätze.

## Schriften
- Das servitium regis. Zur Erforschung der wirtschaftlichen Grundlagen des hochmittelalterlichen deutschen Königtums. Darmstadt 1978, ISBN 3-534-07431-9.
- Zur Erforschung des karolingischen Reichsgutes. Darmstadt 1971.
- Staufische Güterverzeichnisse. Untersuchungen zur Verfassungs- und Wirtschaftsgeschichte des 12. und 13. Jahrhunderts. Berlin 1964.
- Das karolingische Reichsgut. Eine verfassungs- und verwaltungsgeschichtliche Untersuchung. Berlin 1960.